# ファンホース新冠ユースホステル
ファンホース新冠ユースホステル（ファンホースにいかっぷユースホステル）は日本ユースホステル協会に加盟していた北海道新冠町のユースホステル。
判官山公園内の自然に囲まれた、新冠川河口を見下ろす高台に位置した。ペアレント自身が馬好きであり、牧場めぐりの拠点に適した。
2012年（平成24年）3月31日付で閉館した。以下の記事は閉館時の情報である。

## 設備
- 周辺に温泉あり
  - 毎夕新冠温泉までの送迎がある。
- グループで一室利用可
- 余裕があればグループで一室利用可
- ゲストルームあり
- 駐車場あり
- 駐輪場あり
- 洗濯機あり
- 乾燥機あり
- 荷物預かりあり
- 全室禁煙
- クレジットカード可
- 周辺にスポーツ施設あり
- レンタサイクルあり

## アクセス
- 日高本線新冠駅下車 徒歩15分 
  - または静内駅からバスで20分YH前下車 徒歩7分
    - 送迎希望要連絡